# 금골역
금골역(金골驛)은 조선민주주의인민공화국 함경남도 단천시에 위치한 철도역이다.1961년에 개업되었다.